# Široki Toranj
Široki Toranj egy középkori várrom Horvátországban, a Lika-Zengg megyei Gospićhoz tartozó Široka Kula területén.

## Fekvése
A Gospićtól északra a Likai-mezőn fekvő Široka Kula temetője mögött, a Ćukovac felé vezető út bal oldalán található kerek tornyának maradványa.

## Története
Široka Kulát a török uralom előtti időkben Široki Turanjnak nevezték, a vár neve pedig valószínűleg Budimerić volt. Itt volt egykor a likai zsupánság székhelye a likai terület legnagyobb várával. A likai zsupánság eredetileg magában foglalta a későbbi Bužani, Bočać, Podgorje, Hotuča és Odorje zsupánságokat is, központjának pedig a zsupánság földrajzi központjában kellett lennie, ami kis eltéréssel megfelel a vár helyzetének. Amikor a király a zsupánság központját Počiteljbe tette a Široki Turanj körüli területek igazgatását is oda helyezte át, de maga a vár továbbra is önálló maradt. A várat mint zsupánsági székhelyet 1263 után már nem említik. Jelentőségének elvesztéséhez hozzájárulhatott, hogy sem a Mogorović, sem a Frangepán, sem a Gušić család nem szerezte meg, hanem birtokosai a várjobbágyokból lett nemességhez tartoztak. E vidéket 1527-ben foglalta el a török és szandzsák székhelyévé tette. Ebben nemcsak a vár erőssége, hanem stratégiai szempontból kedvező fekvése is szerepet játszott. 1577-ben szerepel a török által elfoglalt likai várak felsorolásában. 1651-ben Zrínyi Péter Široka Kulánál verte meg a törököt. Területe csak 1689-ben szabadult fel a több mint 160 évi török megszállás alól. Glavinić püspök 1696-ban likai egyházlátogatása során kerek háromszintes, erős falú toronynak írja le.

## A vár mai állapota
Ma a torony falai körülbelül 1 méteres magasságban állnak. A körülbelül 7 méter átmérőjű maradványok juhakolként szolgálnak. A tornyot körülvevő falakból ma már semmi sem látszik.